# Hydraschema
Hydraschema – rodzaj chrząszczy z rodziny kózkowatych i z podrodziny zgrzypikowych. 

## Zasięg występowania
Przedstawiciele tego rodzaju występują w Ameryce Płd. od Gujany Francuskiej na płn. po płd. Brazylię na płd..

## Systematyka
Do Hydraschema zaliczanych jest 9 gatunków:
- Hydraschema cribripennis
- Hydraschema fabulosa
- Hydraschema gaucheri
- Hydraschema leptostyla
- Hydraschema mirim
- Hydraschema obliquevittata
- Hydraschema petila
- Hydraschema veruta
- Hydraschema villiersi